# Rudy Vallée
Rudy Vallée, geboren als Hubert Prior Vallée (Island Pond (Vermont), 28 juli 1901 - North Hollywood (Los Angeles), 3 juli 1986), was een Amerikaanse muzikant (zang, saxofoon), orkestleider, acteur en entertainer.

## Biografie
Vallées vader was afkomstig uit de omgeving van het Canadese Quebec. Zijn voornaam Rudy kreeg hij aan het college van zijn medestudenten naar de saxofonist Rudy Wiedoeft, wiens platen hij intensief bestudeerde. Vallée groeide op in Westbrook en speelde al als tiener op de drums en later klarinet en saxofoon in verschillende bands in New England. In 1924/1925 speelde hij in de Savoy Havana Band in Londen. Daarna studeerde hij aan de Yale University, waar hij zijn gradatie maakte in filosofie. 

### Als muzikant
Hij formeerde zijn eigen band Rudy Vallée and the Connecticut Yankees. Daar begon hij ook te zingen (eerst bij een verbintenis in de Heigh Ho Club in New York), alhoewel hij veeleer een fijne tenorstem had. Ter compensatie gebruikte hij de toentertijd opkomende elektrische microfoons of een megafoon, hetgeen zijn handelsmerk werd.
Hij telt als een van de eerste crooners (later gevolgd door Frank Sinatra en Bing Crosby) met succes in het bijzonder bij het vrouwelijke publiek. Hij kreeg zijn eerste platencontract in 1928 bij Columbia Records, vanaf 1929 bij Victor Records en tijdens de jaren 1930 bij wisselende labels. Hij trad ook op bij de radio (WABC zond zijn show uit vanaf de Heigh Ho Club). Hij was de eerste, die de song As Time Goes By (1931) opnam. De meer bekende versie is afkomstig uit de film Casablanca (1943). Naar aanleiding daarvan bracht Victor Records zijn oude opname uit 1931 opnieuw uit, die een hit werd.
In 1928 had hij zijn eigen show (officieel The Fleischmann Hour, niet officieel The Rudy Vallée Hour), waarin hij zowel onbekende als ook showgrootheden uitnodigde en hij ook als een van de eersten zwarte muzikanten presenteerde. In 1937 eiste hij, dat Louis Armstrong hem verving als presentator in een van zijn radioshows, hetgeen toentertijd een innovatie was. Zijn herkenningsmelodie was Heigh Ho Everybody, naar de club waar hij was begonnen. In 1929 verscheen zijn autobiografie Vagabond Dreams Come True.
Hij schreef veel van zijn songs zelf, die deels ook werden vertolkt door Duke Ellington, (Deep Night, door Vallée eerst in 1928 opgenomen), Art Tatum en Glenn Miller (Oh Ma Ma!). Tot zijn hits behoren The Stein Song (ook bekend als University of Maine Fighting Song, 1929), Vieni Vieni (gezongen in Italiaans), Life Is Just a Bowl of Cherries, The Drunkard Song (There is a Tavern in the Town). Laatstgenoemde was in 1934 een hit voor hem. Tijdens een van de opnamesessies kon hij zijn lachen niet meer bedwingen. Victor bracht beide opnamen uit. Vallée vervolgde zijn carrière tijdens de jaren 1940 en 1950, waarbij hij tijdens de Tweede Wereldoorlog een band leidde van de kustwacht. 

### Als acteur
Ook in 1929 begon hij op te treden in films, eerst in de hoofdrol van de muziekfilm The Vagabond Lover (1929) van Marshall Neilan. Later trad hij vooral op in komische bijrollen, waarbij hier vooral zijn samenwerking met de regisseur Preston Sturges bij een reeks komedieklassiekers tijdens de jaren 1940 moet worden benadrukt. In de Screwball-komedie The Palm Beach Story van Sturges speelde hij bijvoorbeeld in 1942 de rijke aanbidder van Claudette Colbert, in 1955 speelde hij in Richard Sale's Gentlemen Marry Brunettes (1955) met Jane Russell.
In 1961 maakte hij een comeback met de Broadway-show How to Succeed in Business Without Really Trying. Nog tijdens de jaren 1980 toerde hij met een eigen, op hem afgestemde show.

## Privéleven en overlijden
Hij was kortstondig tot 1944 getrouwd met de actrice Jane Greer en trouwde in 1946 met Eleanor Norris (ze schreef My Vagabond Lover). Het huwelijk hield stand tot aan het overlijden van Vallée op 3 juli 1986 op bijna 85-jarige leeftijd. Hij werd bijgezet in Westbrook.

## Filmografie
- 1929: The Vagabond Lover
- 1938: Gold Diggers in Paris
- 1939: Second Fiddle
- 1942: The Palm Beach Story
- 1945: It's in the Bag!
- 1946: Margie
- 1947: The Bachelor and the Bobby-Soxer
- 1947: The Sin of Harold Diddlebock
- 1948: I Remember Mama
- 1948: My Dear Secretary
- 1948: Unfaithfully Yours
- 1955: Gentlemen Marry Brunettes
- 1967: How to Succeed in Business Without Really Trying
- 1968: The Night They Raided Minsky's
- 1968: Live a Little, Love a Little
- 1976: Won Ton Ton: The Dog Who Saved Hollywood

- Bibsys: 4042384
- Biblioteca Nacional de España: XX4579281
- Bibliothèque nationale de France: cb124040394 (data)
- Gemeinsame Normdatei: 119472015
- International Standard Name Identifier: 0000 0001 1655 6124
- Library of Congress Control Number: n82152282
- MusicBrainz: 7f211904-3b48-4c63-8acc-44f31b801f3f
- Bibliotheek van het Japanse parlement: 001167260
- Nationale Bibliotheek van Israël: 987007447163705171
- SNAC: w6wh30f1
- Système universitaire de documentation: 156503395
- Trove: 1001131
- Virtual International Authority File: 61733278
- WorldCat: E39PBJv4qkYxwxfk3x4QRMbWXd